# Dicranota gracilipes
Dicranota gracilipes är en tvåvingeart som beskrevs av Einar Wahlgren 1905. Dicranota gracilipes ingår i släktet Dicranota och familjen hårögonharkrankar. Arten är reproducerande i Sverige. Inga underarter finns listade i Catalogue of Life.